# برهوت (فیلم)
برهوت فیلمی ایرانی محصول ۱۳۶۷ به نویسندگی و کارگردانی محمدعلی طالبی است.

## خلاصه داستان
رسول آموزگاری است که از منطقه‌ای سرسبز در شمال به کویر رفته و آرزو دارد به کمک دانش‌آموزان، روستا را از خطر توفان شن ایمن نگه دارد و آنجا را با ساختن باغچه شبیه به زادگاهش کند.